# Новомиколаївка (Новоодеська міська громада)
Новомикола́ївка — село в Україні, у Новоодеській міській громаді Миколаївського району Миколаївської області. Населення становить 136 осіб.

## Населення
Згідно з переписом УРСР 1989 року чисельність наявного населення села становила 122 особи, з яких 56 чоловіків та 66 жінок.
За переписом населення України 2001 року в селі мешкало 136 осіб.

### Мова
Розподіл населення за рідною мовою за даними перепису 2001 року:
| Мова       | Відсоток |
| ---------- | -------- |
| українська | 87,50 %  |
| російська  | 6,62 %   |
| молдовська | 5,88 %   |